# Phaonia semilunara
Phaonia semilunara este o specie de muște din genul Phaonia, familia Muscidae, descrisă de Feng în anul 2000.
Este endemică în Sichuan. Conform Catalogue of Life specia Phaonia semilunara nu are subspecii cunoscute.